# Lev Okhotin
Lev Pàvlovitx Okhotin (en rus: Лев Павлович Охотин) (Txità, 1911 - Krai de Khabàrovsk, Unió Soviètica, 1948) fou un membre del Consell Suprem del Partit Feixista Rus, fundat per exiliats a Manxúria.
Okhotin va néixer a Txità al si d'una família militar. El 1916 el seu pare, Porutxik P. Okhotin, morí. La seva mare, Nadejda, es casà amb un cap de secció de la policia de Txità, Melnikov Aleksandr Petróvitx, el 1919. La família va emigrar des de la Unió Soviètica a Manxúria. Okhotin conegué Konstantín Rodzaievski, fundador del Partit Feixista Rus, a Harbin el 1932. A les acaballes del 1933, com a estudiant de l'Institut de Professors de Harbin, Okhotin s'uní al partit feixista i hi romangué com a membre fins al 1943. A començaments del 1935 Okhotin serví com el gerent de negocis i després gerent d'oficina. A finals del 1936 fou nomenat cap del departament organitzatiu del partit. Del 1937 al 1943 en fou membre del Consell Suprem.